# Robert Craig (Politiker)
Robert Craig (* 1792 bei Christiansburg, Montgomery County, Virginia; † 25. November 1852 bei Salem, Virginia) war ein US-amerikanischer Politiker. Zwischen 1829 und 1841 vertrat er zwei Mal den Bundesstaat Virginia im US-Repräsentantenhaus.

## Werdegang
Robert Craig besuchte die öffentlichen Schulen seiner Heimat und danach das Washington College in Lexington, aus dem später die Washington and Lee University hervorging. Schließlich absolvierte er noch die Lewisburg Academy im Greenbrier County im heutigen West Virginia. In den folgenden Jahren betätigte er sich als Pflanzer. Gleichzeitig schlug er eine politische Laufbahn ein. In den Jahren 1817 und 1818 sowie nochmals von 1825 bis 1829 saß er im Abgeordnetenhaus von Virginia. Von 1820 bis 1823 war er Mitglied im Staatsausschuss für öffentliche Arbeiten. In den 1820er Jahren schloss er sich der Bewegung um Andrew Jackson an und wurde Mitglied der von diesem 1828 gegründeten Demokratischen Partei.
Bei den Kongresswahlen des Jahres 1828 wurde Craig im 20. Wahlbezirk von Virginia in das US-Repräsentantenhaus in Washington, D.C. gewählt, wo er am 4. März 1829 die Nachfolge von John Floyd antrat. Nach einer Wiederwahl konnte er bis zum 3. März 1833 zwei Legislaturperioden im Kongress absolvieren. Seit dem Amtsantritt von Präsident Jackson im Jahr 1829 wurde innerhalb und außerhalb des Kongresses heftig über dessen Politik diskutiert. Dabei ging es um die umstrittene Durchsetzung des Indian Removal Act, den Konflikt mit dem Staat South Carolina, der in der Nullifikationskrise gipfelte, und die Bankenpolitik des Präsidenten.
Im Jahr 1832 wurde Robert Craig nicht wiedergewählt. Nach dem Ende seiner ersten Zeit im US-Repräsentantenhaus arbeitete er wieder in der Landwirtschaft. 1834 wurde er erneut in den Kongress gewählt, wo er zwischen dem 4. März 1835 und dem 3. März 1841 drei weitere Legislaturperioden absolvierte. Seit 1837 war er Vorsitzender des Committee on Revolutionary Claims, das sich mit Ansprüchen aus der Revolutionszeit befasste. Im Jahr 1840 verzichtete Craig auf eine weitere Kandidatur.
Nach seinem endgültigen Abschied aus dem Kongress setzte Craig seine landwirtschaftlichen Aktivitäten fort. Zwischen 1850 und 1852 war er ein letztes Mal Abgeordneter im Staatsparlament von Virginia. Er starb am 25. November 1852 auf seinem Anwesen Green Hill nahe Salem, wo er auch beigesetzt wurde.